# Anorexia Nervosa (musikgrupp)
Anorexia Nervosa är ett symfoniskt black metal-band från Frankrike. Bandet grundades 1991 som Necromancia, men bytte till det nuvarande namnet 1995.

## Medlemmar
Senaste kända medlemmar
- Stéfan Bayle – gitarr (1995–2007?)
- Pierre Couquet – basgitarr (1995–2007?)
- Nilcas Vant (Nicolas Ventrepol) – trummor (1995–2007?)
- Neb Xort (Benoit Roux) – keyboard (1999–2007?)

Tidigare medlemmar
- Marc Zabé – gitarr (1995–1998)
- Stéphane Gerbaut – sång (1995–1998)
- RMS Hreidmarr (Nicolas Saint-Morand) – sång (1998–2005)

## Diskografi
Demo
- 1995: Nihil Negativum

Studioalbum
- 1997: Exile
- 2000: Drudenhaus
- 2001: New Obscurantis Order
- 2004: Redemption Process

EP
- 1999: Sodomizing the Archedangel
- 2005: The September E.P.

Singlar
- 2004: "Codex-Veritas"

Samlingsalbum
- 2004: Suicide Is Sexy